# Réserve de biosphère de Yangambi
 (janvier 2024).
La réserve de biosphère de Yangambi (RBY) est une zone protégée de la République démocratique du Congo, située dans la province de la Tshopo. Créée en 1939, elle a été déclarée réserve de biosphère en 1977 par l’Organisation des Nations unies pour l’éducation, la science et la culture (UNESCO) dans le cadre du Programme sur l’homme et la biosphère (MAB).

## Géographie
Située à l’ouest de la ville de Kisangani, la réserve de biosphère de Yangambi s'étend sur 225 000 hectares, entre le fleuve Congo (au sud) et la rivière Aruwimi (au nord et à l'ouest),. Cette région présente une importante biodiversité, mais celle-ci est affectée par les activités humaines. Environ 141 643 personnes vivent dans la réserve.

## Fonctionnement
Initialement créée et gérée par l’Institut national d’études et de recherches agronomiques, la réserve est désormais placée sous la gestion du Comité national « Man and Biosphere » (MAB-RDC). Son statut est caractérisé par une superposition de régimes fonciers.

## Faune et flore

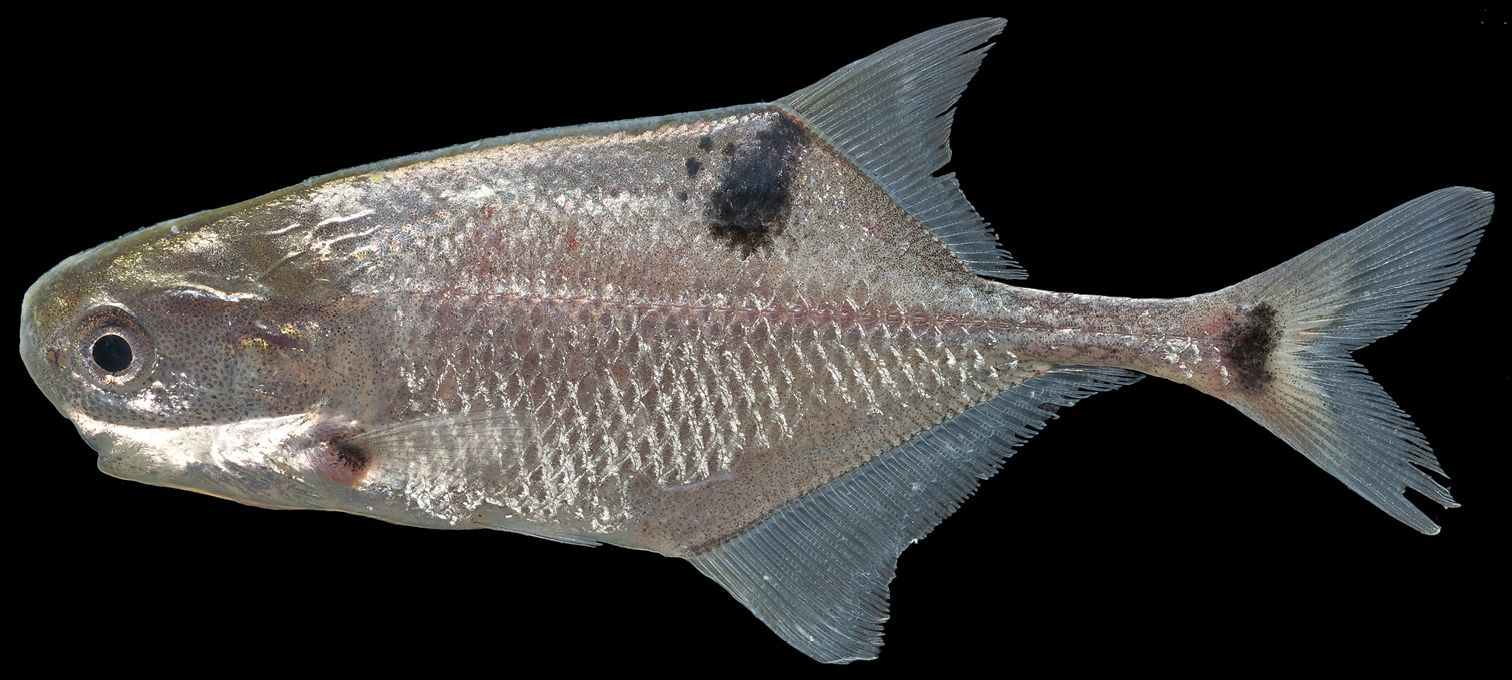
Petrocephalus boboto collecté en 2014 à Yangambi

Les communautés végétales présentes dans la réserve de biosphère de Yangambi varient en fonction des précipitations, des sols et des perturbations humaines. Il s’agit notamment de forêts secondaires avec Pycnanthus angolensis et Fagara macrophylla, des forêts tropicales secondaires semi-décidues, des forêts tropicales humides avec Gilbertiodendron dewevrei, des forêts climaciques avec Brachystegia laurentii et des forêts marécageuses.
Le statut de réserve est important pour la préservation de sa biodiversité, abritant notamment 32 000 espèces d’arbres. Parmi les espèces menacées et en voie de disparition présentes dans la réserve figurent l’afrormosia (Pericopsis elata), l’iroko (Milicia excelsa), l’ilomba (Pycnanthus angolensis) et le sapelli (Entandrophragma cylindricum).
La réserve abritait autrefois des éléphants de forêt d’Afrique (Loxodonta cyclotis), aujourd'hui disparus de cette région.  En 2018, une étude y a confirmé la présence de chimpanzés communs (Pan troglodytes).

## Conservation
Les activités humaines dans la réserve comprennent l'agriculture, la chasse, la pêche, la fabrication de canoës et l'extraction d’or. La forêt est utilisée pour la recherche et pour des expériences dans les domaines de la sylviculture et de la régénération forestière. Des activités illégales, comme l’exploitation forestière et l'extraction de ressources, ont également lieu au sein de la réserve. De plus, la chasse illégale a appauvri une grande partie de la faune locale.